# Herlev Kommune
Herlev Kommune ist eine dänische Kommune in der Region Hovedstaden.
Der Kopenhagener Vorort Herlev befindet sich zwischen der Gladsaxe Kommune im Osten und der Ballerup Kommune im Westen. Mit einer Fläche von 12,10 km² ist die Herlev Kommune die flächenmäßig drittkleinste Kommune Dänemarks mit 30.784 Einwohnern – nach der Vallensbæk Kommune mit 9,50 km². Der Verwaltungssitz Herlev selbst ist Bestandteil der Hauptstadtregion Hovedstadsområdet, nicht jedoch die ländlichen Anteile der Kommune. Außerhalb des geschlossenen Siedlungsgebietes wohnen jedoch nur
59 der 30.784 Einwohner der Kommune (Stand: 1. Januar 2025).
Die Kommune wurde 1909 von Gladsaxe abgespalten und gehörte zur Harde Sokkelund Herred im damaligen Københavns  Amt, ab 1970 im verkleinerten Københavns Amt, und ist heute – durch die Kommunalreform zum 1. Januar 2007 unverändert – Teil der Region Hovedstaden.

## Kirchspiele in der Kommune

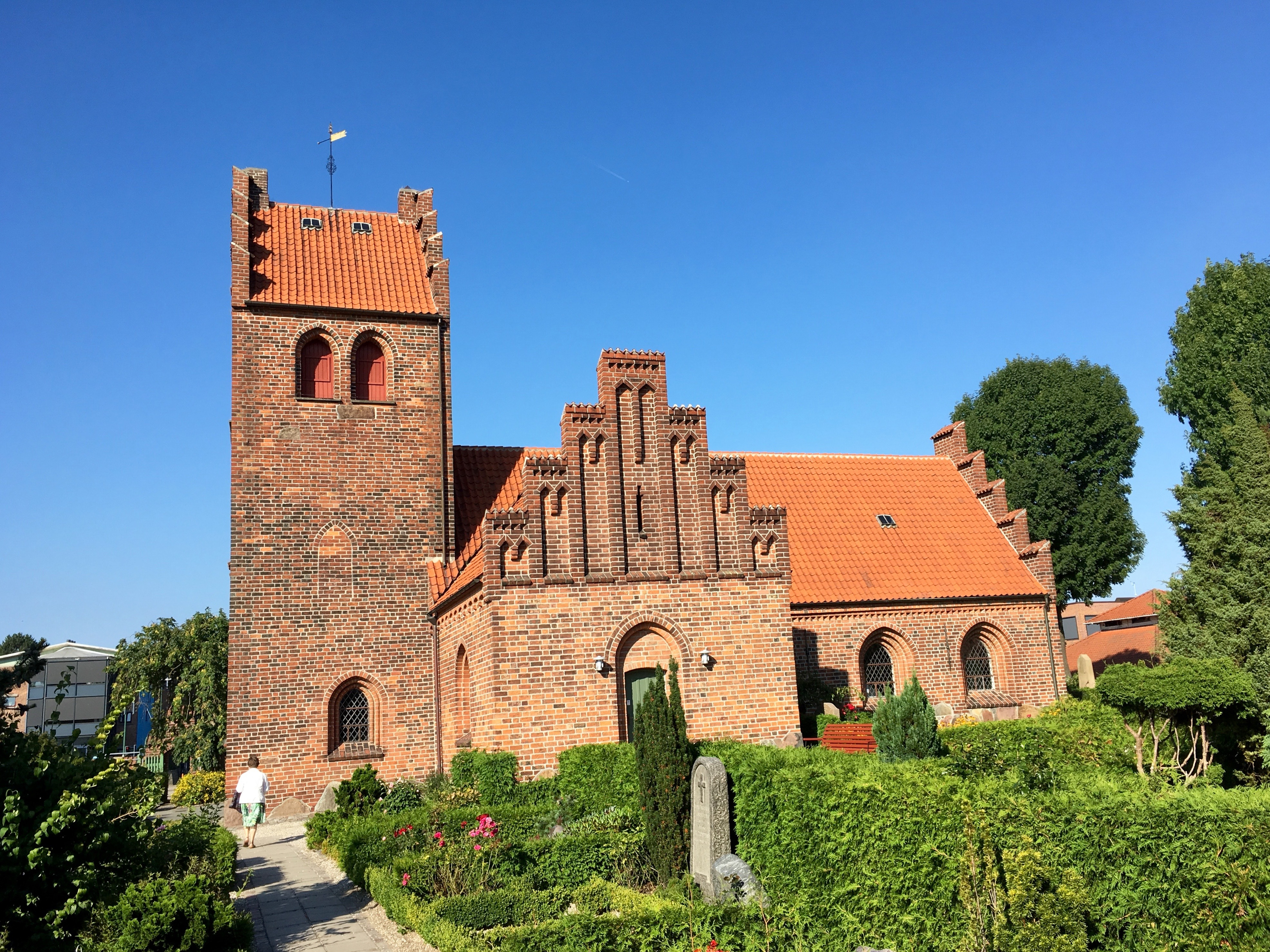
Herlev Kirke

Auf dem Gebiet der Kommune liegen die folgenden Kirchspielsgemeinden (dän.: Sogn):
| Nr. | Kirchspiel     | Einwohner |
| --- | -------------- | --------- |
|     | Herlev Sogn    | 6.992     |
|     | Lindehøj Sogn  | 16.778    |
|     | Præstebro Sogn | 6.979     |

## Krankenhaus von Herlev

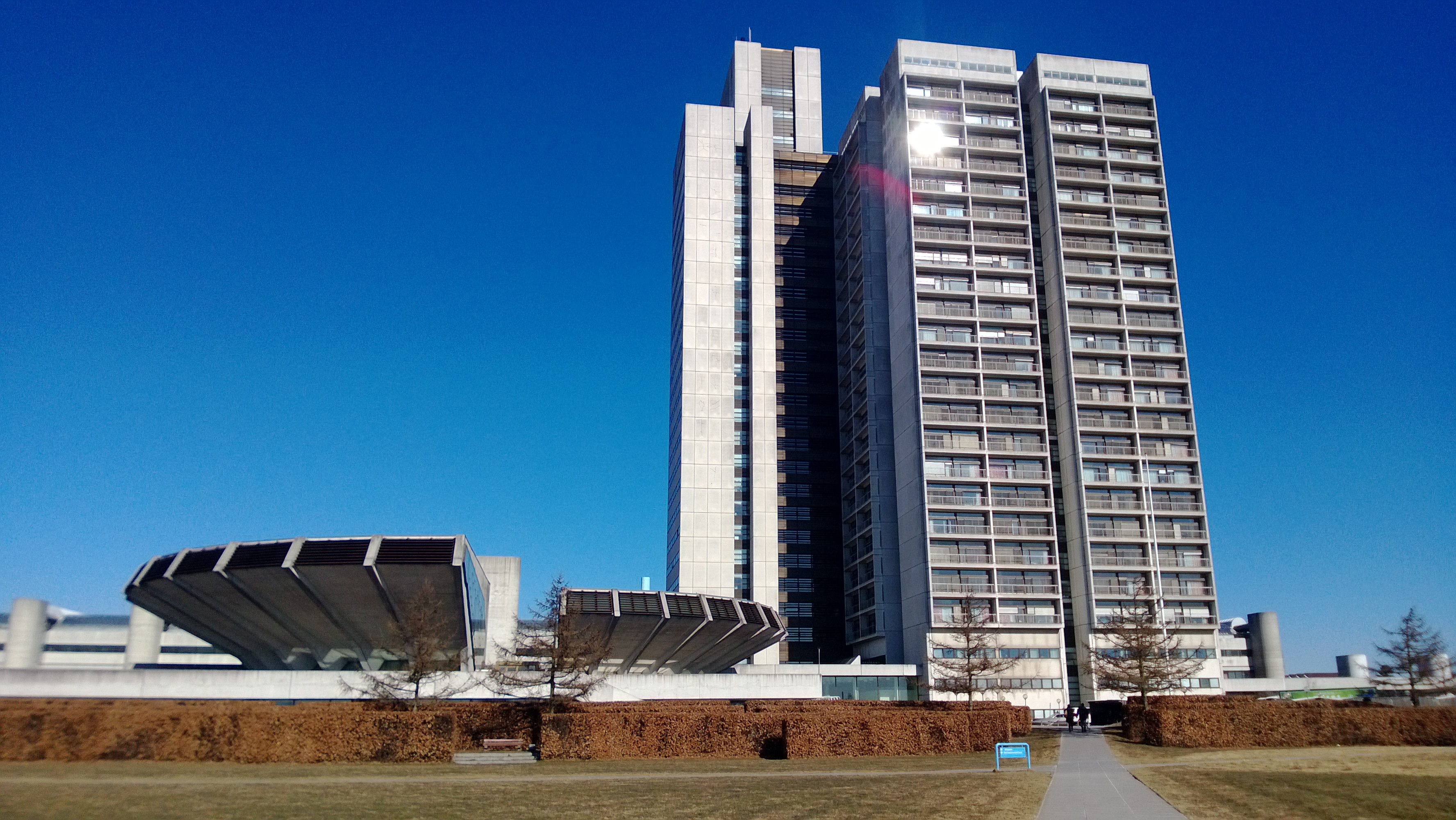
Krankenhaus Herlev

Das Krankenhaus von Herlev ist 120 m hoch und das höchste Gebäude Dänemarks. In ihm befinden sich 710 Krankenzimmer und in einem seitlichen Nebenbau die Operationssäle und Behandlungsräume.

## Einwohnerzahl
Entwicklung der Einwohnerzahl (Stichtag jeweils 1. Januar):
| Jahr      | 1980   | 1985   | 1990   | 1995   | 2000   | 2005   | 2010   | 2025   |
| Einwohner | 28.530 | 27.522 | 26.717 | 27.162 | 27.365 | 27.166 | 26.556 | 30.784 |

## Städtepartnerschaften
Die Herlev Kommune unterhält Partnerschaften mit folgenden Städten und Gemeinden:
- Deutschland: Eberswalde
- Schweden: Höganäs
- Finnland: Lieto
- Norwegen: Nesodden
- Island: Seltjarnarnes

## Töchter und Söhne
- Lars Lilholt (* 1953), Folkrock-Musiker
- Kim Staal (* 1978), Eishockeyspieler
- Thor Dresler (* 1979), Eishockeyspieler
- Dennis Sørensen (* 1981), Fußballspieler
- Jannik Hansen (* 1986), Eishockeyspieler
- Brian Nielsen (* 1987), Fußballspieler
- Mikkel Andersen (* 1988), Fußballspieler
- Artigeardit (* 1996), Rapper
- Theis Houlberg (* 1996), Squashspieler
- Rebecca Koerner (* 2000), Radrennfahrerin
- Jonas Jensen-Abbew (* 2002), Fußballspieler
- Tochi Chukwuani (* 2003), Fußballspieler
- Maurits Kjærgaard (* 2003), Fußballspieler